# Sauroctonus
Sauroctonus è un genere estinto di terapsidi, appartenente ai gorgonopsi. Visse verso la fine del Permiano (circa 250 milioni di anni fa) in Sudafrica e in Russia, appartenente al gruppo dei terapsidi.

## Descrizione

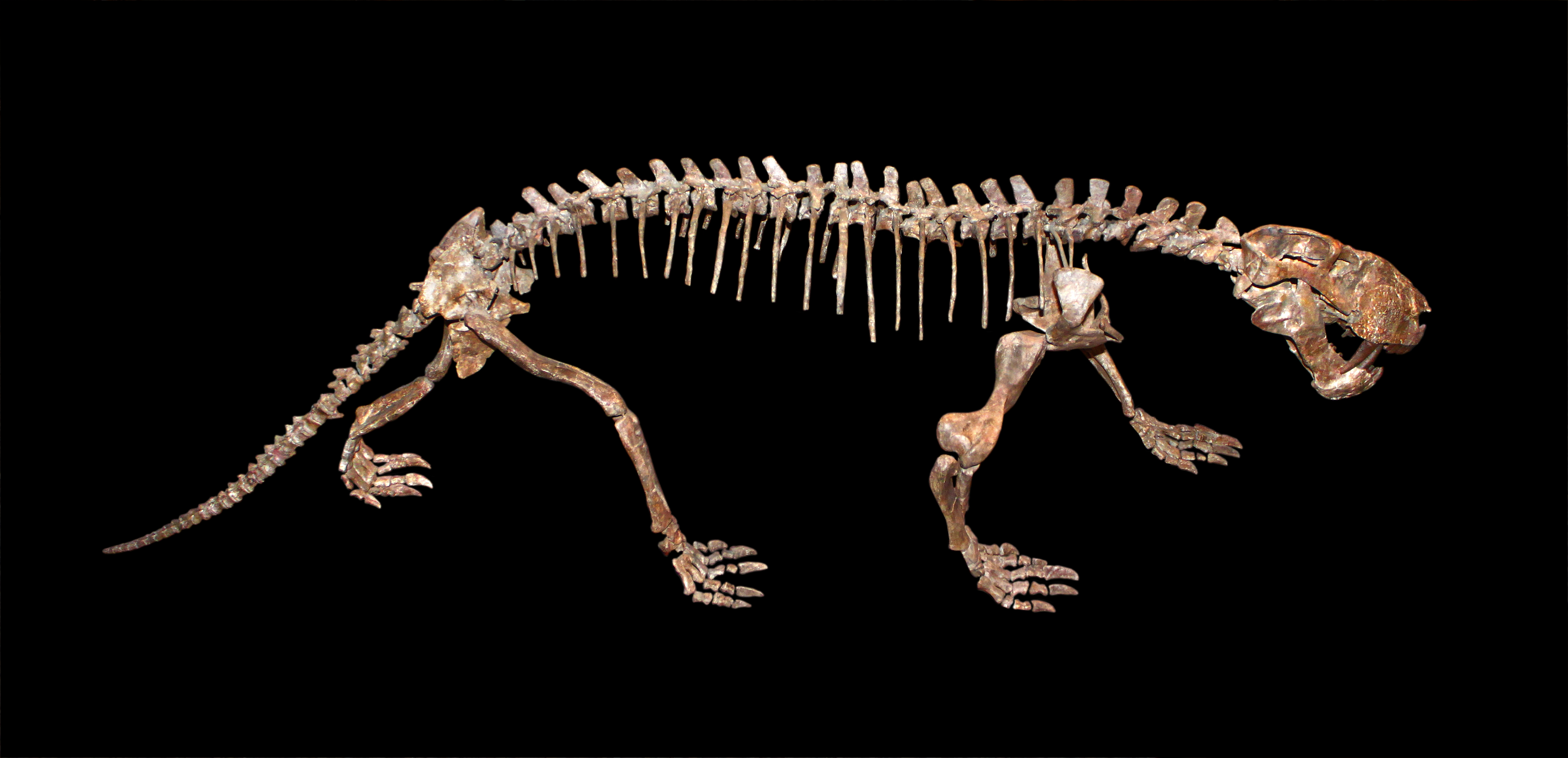
Sauroctonus parringtoni

Le zampe lunghe e dotate di artigli, il corpo compatto e il cranio voluminoso dalla formidabile dentatura sono caratteristiche che denotano il sauroctono come un notevole predatore.
Questo animale, lungo circa 2,5 m, era infatti un attivo cacciatore che probabilmente poteva abbattere rettili (Sauroctonus significa infatti "uccisore di lucertole") anche più grossi di lui, come i pareiasauri. Le zampe erano tenute leggermente piegate all'infuori, ma la postura iniziava a ricordare quella dei mammiferi. Il cranio era fornito di una dentatura differenziata, con tanto di incisivi frontali, denti molariformi adatti a tagliare la carne e soprattutto lunghi canini (in particolare quelli superiori, a forma di sciabola).

## Parentele
Il genere raggruppa forme piuttosto evolute di quel gruppo di terapsidi noti come gorgonopsi, dalle abitudini strettamente carnivore. Sono considerati possibili antenati di forme successive di dimensioni ancora maggiori, come Inostrancevia. Al genere sono attribuite varie specie, tra cui Sauroctonus progressus' e S. parringtoni.

## Galleria d'immagini

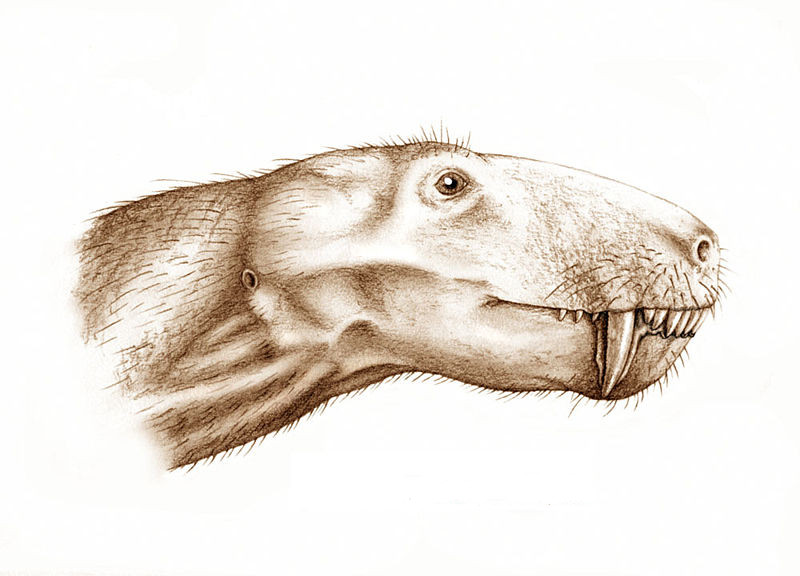
Sauroctonus parringtoni
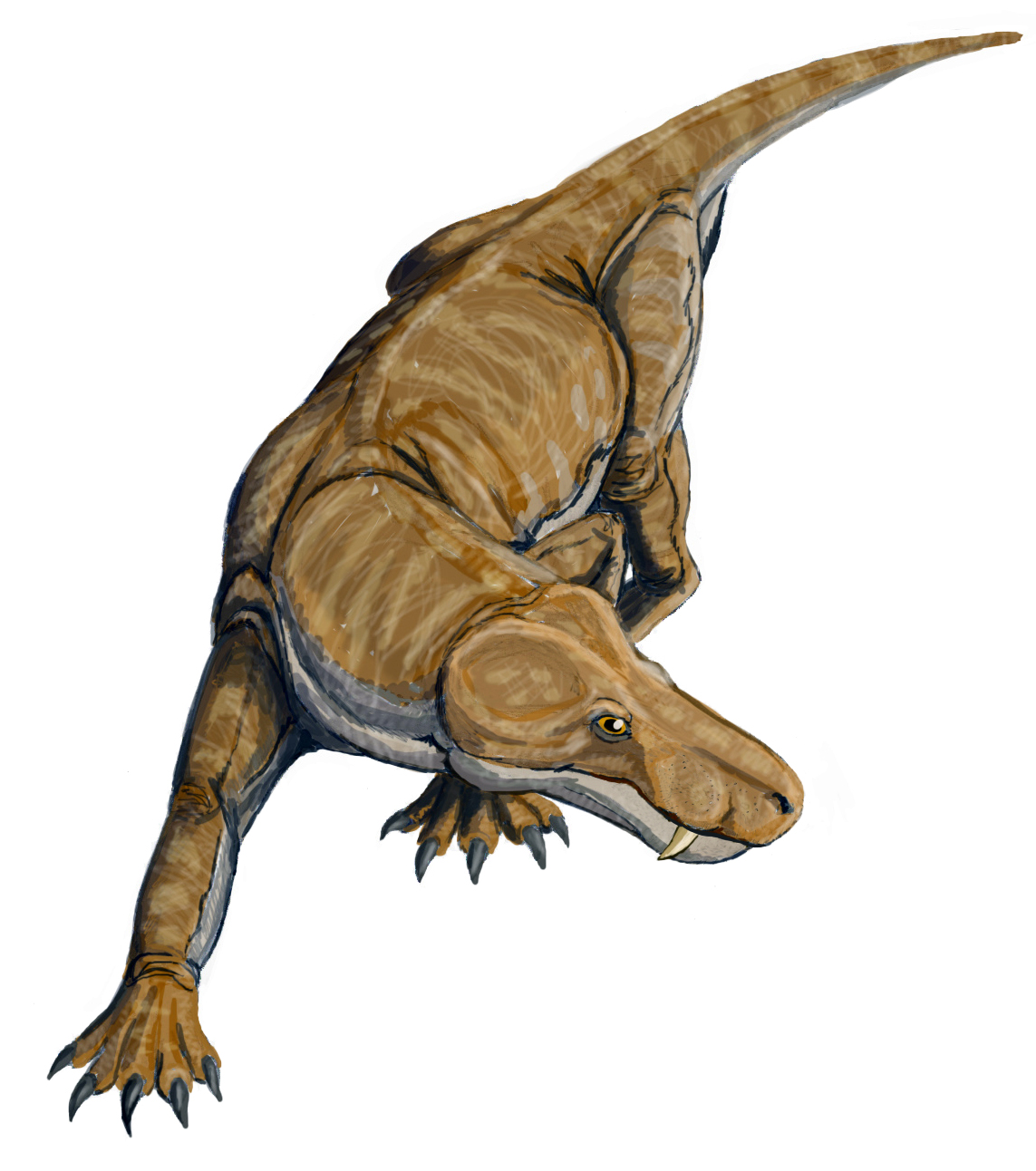
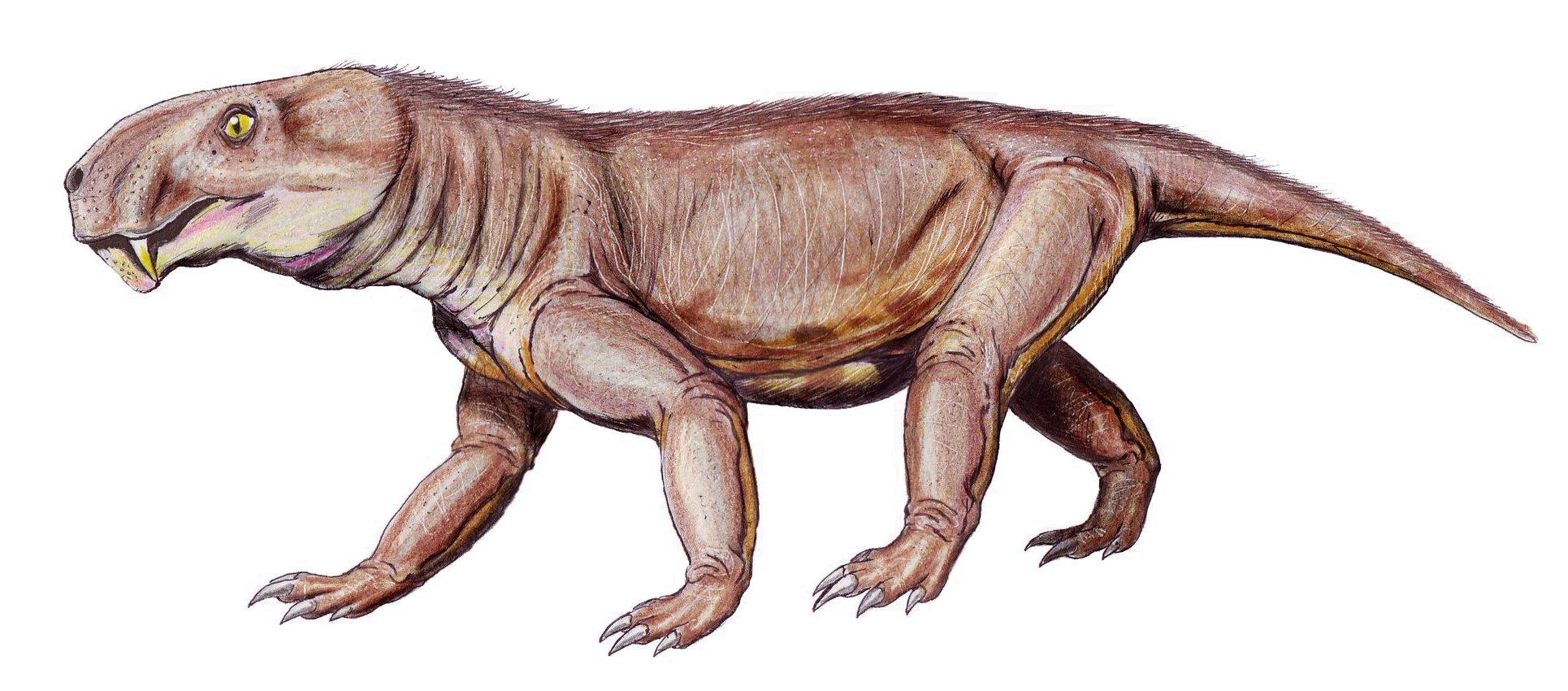